# Polyommatus phyllides
Polyommatus phyllides is een vlinder uit de familie van de Lycaenidae De wetenschappelijke naam van de soort is voor het eerst gepubliceerd door Otto Staudinger.

## Verspreiding
De soort komt voor in Kazachstan, Oezbekistan, Kirgizië en Turkmenistan.

## Waaradplanten
De rups leeft op Hedysarum (Fabaceae).

## Ondersoorten
- Polyommatus phyllides phyllides (Staudinger, 1886) (Oezbekistan)
  - = Agrodiaetus phyllis phyllides (Staudinger, 1886)
- Polyommatus phyllides askhabadica (Forster, 1960) (Turkmenistan)
  - = Agrodiaetus phyllis askhabadica Forster, 1960
- Polyommatus phyllides kentauensis Lukhtanov, 1990 (Kazachstan)
  - = Polyommatus (Agrodiaetus) phyllides kentauensis Lukhtanov, 1990
- Polyommatus phyllides urumbash (Churkin & Zhdanko, 2008) (Kirgizië)
  - = Agrodiaetus phyllides urumbash Churkin & Zhdanko, 2008